# Gau Ost-Hannover

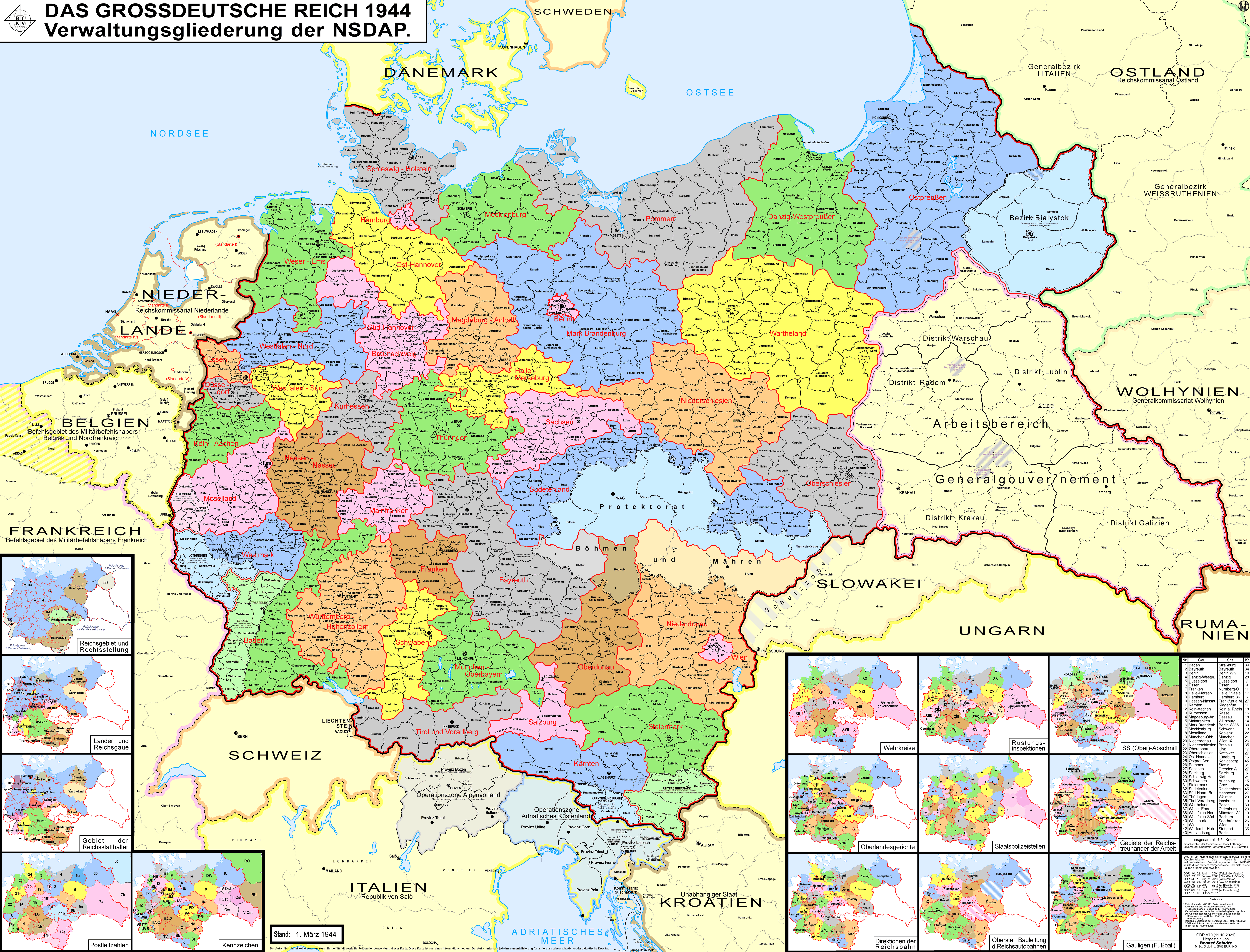
Gaue des Deutschen Reiches 1944

Der Gau Ost-Hannover war eine territoriale Verwaltungseinheit der NSDAP. 

## Geschichte und Struktur
Der Parteigau entstand im Zuge der Gau-Neugliederungen am 1. Oktober 1928. Vom 27. Februar 1925 bis zum 1. Oktober 1928 trug er die Bezeichnung Gau Lüneburg-Stade, dessen Gauleiter der Lehrer Bernhard Rust war. Durch die Umstrukturierung sollte der Gau Ost-Hannover deckungsgleich mit dem Gebiet des Reichstagswahlkreises 15, Ost-Hannover, werden. Das Gaugebiet war durch die Flüsse Elbe und Weser sowie den Mittellandkanal und die Ostgrenze der preußischen Provinz Hannover begrenzt. Dem Parteigau stand auf der staatlichen Ebene der Oberpräsident der preußischen Provinz Hannover gegenüber, bis 1941 SA-Chef Viktor Lutze, dann der Gauleiter im Gau Südhannover-Braunschweig, Hartmann Lauterbacher, mit dem es Spannungen um die Kompetenzen gab. Darunter standen der Regierungsbezirk Lüneburg unter Kurt Matthaei (1934–1943) und der Regierungsbezirk Stade. Vor allem seit Kriegsbeginn 1939 wurde der Gau zur vorherrschenden regionalen Instanz mit vielen staatlichen Kompetenzen, ohne ein Reichsgau zu werden. 
Sitz der Gauleitung war zunächst Buchholz in der Nordheide, dann Harburg und ab 1937 Lüneburg (Gauleitung: Am Sande 5). Die Größe des Gaus betrug 18.001 km², 1941 lebten hier 1.060.509 Einwohner. Von der Ausdehnung her entsprach der Gau in etwa dem späteren Regierungsbezirk Lüneburg in seinen ab 1978 bestehenden Grenzen. Der Handwerksfunktionär Adolf Heincke war der Gauinspekteur und spätere Oberbereichsleiter in der Gauleitung. Das wichtige Amt für Kommunalpolitik leitete Wilhelm Wetzel, der 1936 Bürgermeister von Lüneburg wurde. Gauwirtschaftsberater war seit 1933 der Syndikus der IHK Harburg-Wilhelmsburg, Rudolf Rühle. Als Gauführerschule bestand das Hermann-Göring-Haus in Steinbeck (Buchholz in der Nordheide). Gauschulungsleiter war ab 1941 der ehemalige Kreisleiter Albert Rodegerdts, ab 1944 Heinrich Schneider (NS-Funktionär).
Gauleiter waren 
- Bernhard Rust vom 22. März 1925 bis zum 30. September 1928
- Otto Telschow von 1928 bis zum Kriegsende 1945

Telschow betrieb einen Personenkult um sich und betonte den ländlichen Charakter des Gaues gegenüber großstädtischen Einflüssen. Auch verfolgte er ohne großen Erfolg riesige Ausbaupläne für Lüneburg als Hauptort eines Gaus Niedersachsen, für die er sogar Albert Speer ansprach.
Stellvertretende Gauleiter waren
- Georg Weidenhöfer von 1930 bis 1933
- Otto Gakenholz vom November 1933 bis Oktober 1936 (zugleich Gaugeschäftsführer)
- Heinrich Peper vom Oktober 1936 bis September 1944 (MdR und SS-Führer, von Telschow in einer Intrige abgesetzt)
- Christian Opdenhoff vom September 1944 bis Mai 1945.